# Hans Wilhelm Schmidt
Hans Wilhelm Schmidt (* 11. Februar 1903 in München; † 14. November 1991 in Riemerling) war ein deutscher Theologe, evangelischer Pfarrer und Hochschullehrer.

## Leben
Schmidt studierte nach dem Abitur Evangelische Theologie. Kurze Zeit später wurde er zum Pfarrer ordiniert. Sein besonderes Interesse galt dem Fach Neues Testament, in dem er promoviert wurde. Frühzeitig näherte er sich völkisch-nationalistischen Positionen an. Im Jahre 1927 erhielt er eine Dozentur an der Theologischen Hochschule von Bethel bei Bielefeld. Im Jahre 1933 erfolgte sein Eintritt in die NSDAP.
Zum Professor für Neutestamentliche Theologie in Münster wurde er 1934 berufen, verbunden mit einem Lehrauftrag für Systematische Theologie. Ein Jahr später wechselte er nach Bonn. Schmidt setzte sich für die „nationalsozialistische Volkwerdung auf der Grundlage von Blut und Boden“ ein. Im Jahre 1939 erreichte ihn ein Ruf an die Universität von Wien. Im gleichen Jahr erklärte er seine Mitarbeit am Institut zur Erforschung und Beseitigung des jüdischen Einflusses auf das deutsche kirchliche Leben der Deutschen Christen und leitete dort den Arbeitskreis „Religionswissenschaft“.
Nach der Befreiung vom Nationalsozialismus wurde er als „Reichsdeutscher“ vom Dienst enthoben, durch eine Intervention von Vizekanzler Adolf Schärf wurde seine Ausweisung aus Österreich aber vorläufig sistiert. Während einer Vorlesung wurde er im Sommersemester von sowjetischen Soldaten verhaftet und verließ Wien im Herbst 1947.
Schmidt ging ins Pfarramt zurück und betreute Kirchgemeinden in der Evangelisch-Lutherischen Kirche von Bayern. An der Universität Erlangen-Nürnberg erhielt er wieder eine Professur.
Schmidt wurde 1954 als Ehrenritter in den Johanniterorden aufgenommen, 1957 zum Rechtsritter und 1973 zum Ehrenkommendator ernannt, Mitgliedschaft in der Bayrischen Provinzialgenossenschaft dieser Kongregation. Er entwarf 1961 die neue Ordensregel, die 1964 eingeführt wurde.

## Werke

### Beiträge und Monographien
- Zeit und Ewigkeit. Die letzten Voraussetzungen der dialektischen Theologie, Bertelsmann, Gütersloh 1927 DNB 570622425 (Theologische Dissertation Universität Greifswald 1927, XI, 47 Seiten, 8°).
- Das Reich Gottes bei Kant, 1928
- Wandlungen in der neuesten Theologie, 1928
- Die Christusfrage. Beitrag zu einer christlichen Geschichtsphilosophie, Gütersloh: C. Bertelsmann 1929
- Die ersten und die letzten Dinge, in: Jahrbuch der Theologischen Schule Bethel, Band 1, 1930, S. 177–237.
- Der Personbegriff in der Trinitätslehre, in: Jahrbuch der Theologischen Schule Bethel, Band 4, 1933
- Die Gottesfrage im theologischen Denken der Gegenwart, 1934
- Christentum und Heidentum. Eine Frage der völkischen Religiosität an unsere Theologie, Münster: Gutenberg-Druckerei 1934
- Politische und religiöse Gläubigkeit, 1937
- Freiheit und Prädestination in der Geschichte, 1939
- Menschwerdung Gottes, 1942
- Die religiöse Wirklichkeit, 1943
- Christentum ohne Christus, 1943
- Das Leid und die Gottesfrage, 1944
- Philosophie und Theologie, 1944
- Das Kreuz Christi bei Paulus, 1951
- Cur Deus Homo, 1951
- Der Heilige Geist in der Theologie des Paulus, 1953
- Der Brief des Paulus an die Römer. (= Theologischer Handkommentar zum Neuen Testament, Band VI) . Evangelische Verlagsanstalt, Berlin 1963.

### Mitwirkung und Co-Autor
- Die blaue Bibel – Was ein Christ aus der Heiligen Schrift braucht. Verlag für Gemeindepädagogik 1975 (Den Kommentartext des Alten Testaments schrieb Hans-Georg Lubkoll, den des Neuen Testaments Josef Hainz. Beratung durch Odilo Lechner Wissenschaftliche Beratung: Josef Scharbert (AT), Hans Wilhelm Schmidt (NT)).

### Nachlässe
- Schmidt, Hans Wilhelm, D.; Theologieprofessor, Pfarrer; 1903–1991; 1,4 m; 56 AE[9]